# ドラゴシュ・グリゴレ
ドラゴシュ・グリゴレ（Dragoș Grigore 、1986年9月7日 - ）は、ルーマニア・ヴァスルイ県ヴァスルイ出身のプロサッカー選手。ルーマニア代表。ブルガリアプロサッカーリーグ・PFCルドゴレツ・ラズグラド所属。ポジションは、ディフェンダー。

## 経歴

### クラブ
FCヴァスルイのアカデミーでプレーを始め、2006年にCFRティミショアラとプロ契約を結んだ。
2008年、ディナモ・ブカレストに移籍。加入初年度、負傷のためトップチームでは1試合の出場に留まったが、リーグ2のリザーブチームではコンスタントに出場した。2009年にダリオ・ボネッティが新監督に就任すると、レギュラーに定着した。
2014年7月、トゥールーズFCに移籍。その後、レンタルを経てアル・スィーリヤSCに完全移籍。

### 代表
2011年2月のキプロス戦で代表デビュー。

## タイトル

### クラブ
ディナモ・ブカレスト
- クパ・ロムニエイ: 2011–12
- スーペルクパ・ロムニエイ: 2012